# 사회성과연계채권

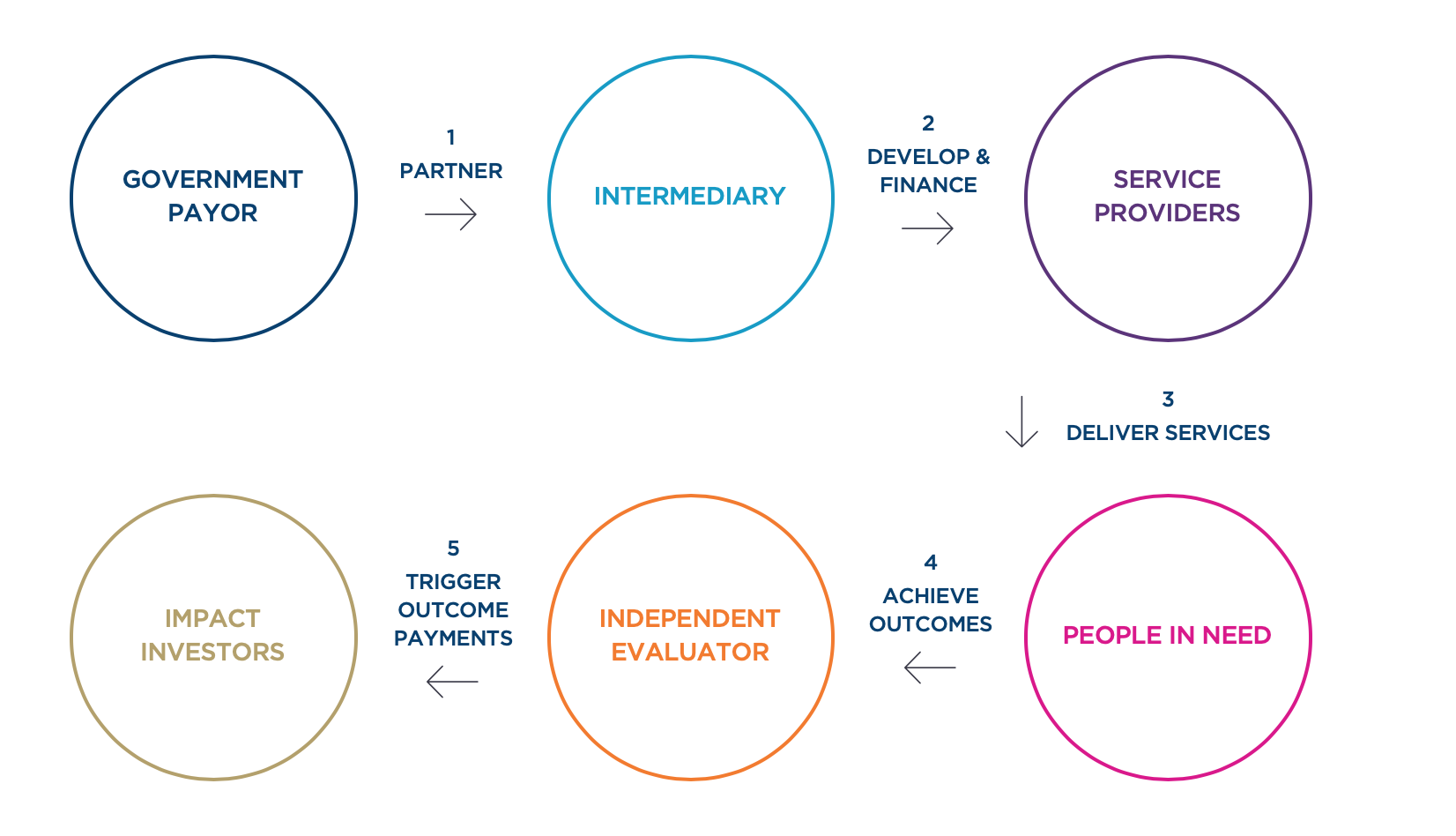
SIB 기능 프로세스 다이어그램

사회성과연계채권(Social impact bond, SIB)은 성과연계형 금융(pay-for-success financing), 성과연계채권(pay-for-success bond, 미국), 사회공익채권(social benefit bond, 오스트레일리아), 수익연계채권(pay-for-benefit bond, 오스트레일리아), 사회성과계약(social outcomes contract, 영국), 사회적 임팩트 파트너십(social impact partnership, 유럽), 사회적 임팩트 계약(social impact contract, 유럽), 또는 단순히 사회채권(social bond)으로도 알려져 있으며, 성과 기반 계약의 한 유형으로, 일반적으로 계약자가 정부 정책을 수행하려 하지만 명시된 목표가 달성되지 않으면 정부로부터 대금을 받지 못한다. 이 용어는 영 파운데이션의 최고 경영자인 제프 멀건이 만들었다. 최초의 SIB는 2010년 9월 영국에 기반을 둔 소셜 파이낸스 유한회사에 의해 시작되었다.
2019년 7월까지 25개국에서 132개의 SIB가 시작되었고, 그 가치는 4억 2천만 달러를 초과했다. 2023년 5월 기준 기준 23개국에서 SIB를 사용하고 있으며, (2022년 기준) 276개 프로젝트가 진행 중이고 7억 4,500만 달러의 자본이 조달되었다.

## 역사
사회성과연계채권은 1988년 뉴질랜드 경제학자 로니 호레시가 처음 고안한 사회 정책 채권의 비거래 버전이다. 그 이후 사회성과연계채권의 아이디어는 사회 및 건강 문제 예방에 투자하는 것이 공공 부문의 돈을 절약해 주지만, 현재 공공 기관이 이를 위한 자금과 인센티브를 찾기 어렵다는 역설을 해결하기 위해 여러 기관과 개인에 의해 홍보되고 발전되었다.
최초의 사회성과연계채권은 2010년 3월 18일 당시 법무장관 잭 스트로에 의해 재소자 재활 프로그램을 지원하기 위해 영국에서 발표되었다. 영국에서는 2007년에 사회행동 총리위원회('정부와 다른 주요 이해관계자들이 사회행동을 촉진, 기념, 발전시킬 수 있는 아이디어와 이니셔티브를 창출'하기 위해 모인 '모든 분야의 혁신가' 그룹)에 사회행동을 위한 자금 조달의 대안 모델을 탐색해 달라는 요청이 있었다. 이 그룹은 사회성과연계채권의 아이디어를 발전시키기 시작했으며, 이 작업은 제3부문에 대한 투자를 늘리는 데 전념하는 조직인 소셜 파이낸스를 비롯한 여러 조직, 영 파운데이션, 오스트레일리아의 사회 영향 센터 및 기타 NGO와 민간 기업에 의해 진행되고 있다. 영국에서는 영국 정부와 옥스퍼드 대학교 간의 파트너십으로 정부성과연구소가 설립되어 사회성과연계채권 및 성과 기반 계약 방식의 광범위한 사용에 대한 증거를 조사하고 있다.
사회성과연계채권에 대한 아이디어는 미국, 영국, 오스트레일리아를 포함한 여러 국가의 정부 관계자들로부터 상당한 관심을 불러일으켰다. 특히 미국에서는 사회성과연계채권에 대한 관심이 매우 높았다. 2012년 8월, 매사추세츠주는 "사회 혁신 금융"이라고 불리는 사회성과연계채권의 생성을 장려하는 정책을 처음으로 도입한 미국 주가 되었다. 주 의회는 이 이니셔티브에 최대 5천만 달러를 지출하도록 승인했다. 오스트레일리아에서는 2010년 11월 오스트레일리아 노동당의 크리스티나 케닐리 총리가 뉴사우스웨일스주에서 사회성과연계채권을 시범 운영할 의사를 발표했다. 이 정책은 2011년 정부 교체 후 오스트레일리아 연립당에 의해 계속되었다.
2012년 11월, 에식스주 의회는 영국에서 아동 서비스 분야에 사회성과연계채권을 의뢰한 최초의 지방 당국이 되었다. 이는 위탁 보호에 들어갈 위험이 있는 청소년들을 위한 치료 지원을 제공하고 성과를 개선하려는 의도였다. 시민 사회 장관인 닉 허드는 다음과 같이 언급했다. "사회성과연계채권은 새롭고 혁신적인 방식으로 사회 문제를 해결하기 위한 중요한 자원을 열어주고 있다. 이는 공동체, 기업, 자선 단체가 모두 협력하여 사람들의 삶을 변화시키고 동시에 납세자에게 비용을 절감하는 것이다."
2013년 2월, 자선 사회 투자 기관인 알리아는 영국에서 사회성과연계채권에 투자할 수 있는 최초의 공개 기회를 발표했다. 이 상품은 투자자 부족으로 나중에 판매가 중단되었지만, '미래를 위한 아동 채권'은 투자자에게 자본을 상환하기 위한 자금을 제공하기 위해 상대적으로 낮은 위험의 윤리적 투자를 저렴한 주택에 결합했으며, 더 큰 사회적 효과를 제공하고 추가적인 변동 수익을 제공하기 위한 더 큰 위험 투자를 사회성과연계채권에 결합했다. 이는 에식스주 의회를 위한 사회성과연계채권에 투자하여 위탁 보호에 들어갈 위험이 있는 11-16세 아동의 '삶의 성과를 개선'하려는 의도였다.
2016년 7월, 소셜 파이낸스 글로벌 네트워크는 SIB 시장 현황에 대한 백서 "사회성과연계채권: 초기 단계"를 시작했다. 소셜 파이낸스는 또한 SIB의 실시간 글로벌 데이터베이스를 발표했다. 이 데이터베이스는 국가, 이슈 영역, 투자자, 지불자 및 서비스 제공업체별로 정렬할 수 있어 현재까지 시작된 SIB에 대한 포괄적인 개요와 개발 중인 많은 정보들을 제공한다.

## 정의

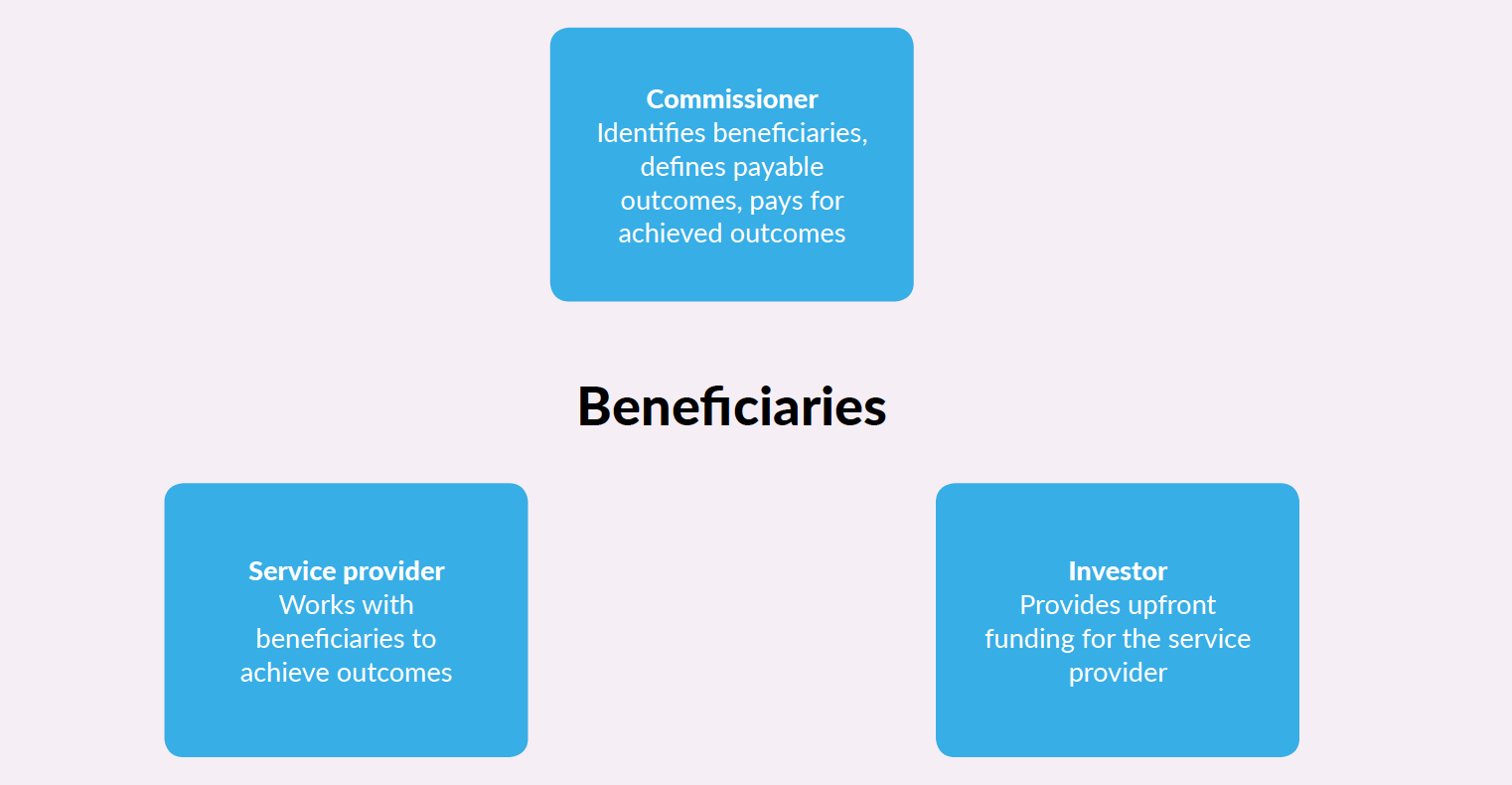
SIB 파트너십: 파트너 및 책임

'사회성과연계채권'이라는 용어에 대한 다양한 해석이 있다. 일반적으로 사회성과연계채권은 채권의 한 유형이지만, 가장 흔한 유형은 아니다. 이들은 고정된 기간 동안 운영되지만, 고정된 수익률을 제공하지는 않는다. 투자자에 대한 상환은 명시된 사회적 성과가 달성되는지 여부에 달려 있다. 따라서 투자 위험 측면에서 사회성과연계채권은 구조화 상품이나 주식 투자와 더 유사하다. 서드 섹터 캐피탈 파트너스는 사회성과연계채권을 "성과연계 프로그램 지원에 사용할 수 있는 잠재적인 자금 조달 옵션"이라고 설명한다. 사회성과연계채권은 정부, 서비스 제공업체 및 투자자/자금 제공자를 한데 모아 명확히 정의된 성과를 달성하기 위해 기존의 검증된 프로그램을 구현한다. 투자자/자금 제공자는 초기 자본 지원을 제공하며, 정부는 성과가 달성될 때만 프로그램에 비용을 지불한다. 따라서 정부는 성과에 대해 지불한다.
소셜 파이낸스 UK는 사회성과연계채권을 "성과 기반 계약을 통해 효과적인 사회 서비스를 지원하는 공공-민간 파트너십"이라고 설명한다. 따라서 소셜 파이낸스는 투자가 비정부 기관으로부터 이루어진다고 명시한다.
영 파운데이션은 사회성과연계채권을 "제3자로부터 자금을 조달하고 달성된 사회적 영향에 따라 상환하는 일련의 금융 자산"이라고 설명한다. 영 파운데이션은 공공 기관도 잠재적 투자자가 될 수 있다고 예상한다.
비영리 금융 기금은 사회성과연계채권을 "민간 투자자가 서비스 제공을 위해 선불 자본을 제공하고, 계약상 합의된 성과가 달성되면 후불 지불자(일반적으로 정부)로부터 상환받는 성과연계형 금융 계약을 종종 '사회성과연계채권'이라고 부른다... 사회성과연계채권(SIB)은 서비스 제공자로부터 투자자에게 재정적 위험을 이전하는 메커니즘으로, 투자자는 긍정적인 사회적 성과를 제공할 수 있는 서비스 제공자의 능력을 기준으로 자금을 제공한다"고 설명한다.
정부 성과 연구소는 SIB가 다양할 수 있는 네 가지 주요 차원을 식별한다. "지불 성과의 성격 및 결과", "서비스 자금 조달에 사용되는 자본의 성격", "성과 관리의 강도" 및 "서비스 제공자의 사회적 의도"이다. GO 연구소에 따르면, '핵심' SIB는 "성과에 대한 100% 지불", "독립적이며 위험 부담이 있는 자본", "높은 수준의 성과 관리" 및 "서비스 제공자의 강력한 사회적 의도"로 정의된다.
개발도상국에서는 개발 성과연계채권(DIB)이 SIB 모델의 변형이다. DIB는 저소득 및 중간 소득 국가에서 공공 서비스 제공을 위한 성과 기반 자금 조달 구조이다. SIB와 마찬가지로 투자자는 외부 자금을 제공하며, 미리 합의된 성과가 달성될 때만 수익을 받는다. 투자자에게 보상하는 자금은 기부자, 호스트 국가의 예산 또는 이 둘의 조합에서 나온다. 투자자에 대한 재정적 수익은 성공 수준에 비례하도록 의도되었다. DIB는 구현 품질과 성공적인 결과 제공에 초점을 맞춰 원조 효율성과 비용 효율성을 개선할 잠재력이 있다. 2013년 10월, 소셜 파이낸스 유한회사와 글로벌 개발 센터는 이 새로운 메커니즘의 잠재력을 탐색하기 위해 설립된 고위급 워킹 그룹의 연구 결과를 요약한 보고서를 발표했다.

## 찬성 의견
사회성과연계채권은 새로운 프로그램이므로, 지지자들이 예측한 가상의 이점들은 아직 측정되거나 검증되지 않았다. 이러한 성과 기반 투자의 지지자들은 이들이 혁신을 장려하고 어려운 사회 문제를 해결한다고 주장하며, 새롭고 혁신적인 프로그램들이 성공할 잠재력이 있지만, 효과를 엄격하게 입증하기 어렵기 때문에 정부 자금을 확보하는 데 어려움을 겪는 경우가 많다고 단언한다. 이러한 유형의 자금 조달은 정부가 민간 서비스 제공업체 및 필요한 경우 민간 재단 또는 기타 투자자와 협력하여 초기 비용을 부담하고 유망한 프로그램을 확장하기 위한 성과 위험을 감수할 수 있도록 허용하며, 납세자들은 프로그램이 원하는 성과를 달성하는 데 성공을 입증하지 않는 한 비용을 지불하지 않을 것을 보장한다. 예상되는 공공 부문 절감액은 사회적 성과를 개선하는 예방 및 조기 개입 서비스를 위한 투자를 유치하는 기반으로 사용된다. 지지자들은 또한 SIB 프로그램이 긍정적인 사회적 성과를 달성하고 정부에 재정적 절감을 가져올 수 있지만, 서비스 기관에 위험을 초래하는 자금 조달 방식의 변화도 포함한다고 믿는다.
사회성과연계채권의 이점은 사용되는 정의에 따라 다르지만, 전반적인 이점(아직 측정 및 검증되지 않음)은 다음과 같다.
- 예방 — 예방 및 조기 개입 서비스에 더 많은 자금이 지원된다.[44]
- 위험 이전 — 공공 부문은 효과적인 서비스에 대해서만 비용을 지불하면 된다. 제3자 투자자가 서비스가 잠재적으로 비효과적일 수 있는 모든 위험을 부담한다.[39]
- 혁신 — 위험 이전은 혁신을 가능하게 한다. 투자자와 서비스 제공자는 가능한 한 효과적일 인센티브를 갖게 되기 때문이다. 결과에 미치는 영향이 클수록 더 많은 상환을 받게 된다.[45][39]
- 성과 관리 — SIB 방법에는 프로그램 효과에 대한 지속적인 평가가 포함되어 어떤 방법이 효과적이고 어떤 방법이 효과적이지 않은지에 대한 학습 속도를 높인다. 따라서 정부는 "효과 있는 것"에 자금을 지원하게 된다. 이는 정부 지출을 비용 효율적인 예방 프로그램으로 재조정하는 것이다.[39] 또한 독립적인 평가는 모든 당사자에게 투명성을 제공한다.[43]
- 협력 — 여러 위탁자 및 서비스 제공자 네트워크 간의 협력을 가능하게 하고[39] 사회, 교육 및 의료 분야에 새로운 자본을 유치한다.

## 비판
비평가들은 성과 기반 지불이 정부 예산에 의존하기 때문에 사회성과연계채권은 실제로 사회 프로그램에 추가 자본을 조달하지 않고, 대신 다른 프로그램에 대한 자금을 대체한다고 지적한다. 투자 수익, 프로그램 평가, 중간 관리자, 그리고 복잡한 금융 및 계약 메커니즘 설계 비용을 예산에 반영해야 한다는 점을 고려할 때, 비평가들은 사회성과연계채권이 사회 프로그램을 운영하는 데 비용이 많이 드는 방법일 수 있다고 주장한다. 다른 비판으로는 다음이 있다.
- 성공 기준 — 기부자들은 관찰하고 측정할 수 있는 것, 즉 결과(산출물뿐만 아니라)에 자금을 지원하려고 할 것이다. 이로 인해 사회 문제를 다루는 기관들은 이러한 자금에 접근할 수 없게 될 것이다. 이는 특히 옹호, 예술 및 대안 단체에 해당될 것이다. 사회 연합은 예를 들어 회원 조직을 통해 기여가 분산되고 정부 정책에 미치는 영향 때문에 자금을 확보하기 어려울 것이다. 이러한 금융 상품의 조건은 더 쉽게 달성할 수 있는 목표에 대해 과도하게 지불하도록 설정될 수 있다. 그렇게 하면 장기적인 정부 지출이 증가하고 그러한 지출이 직접적인 성과와 분리될 수 있다.[49]
- 기부자의 영향력 증가 — 기부자, 또는 이제 투자자들은 그들의 돈이 계약에 따라 사용되는지 확인하기를 원할 것이며, 따라서 사회 서비스 제공에 더 많이 관여하기를 원할 것이다. 그들은 NGO가 영리 기업에서 사용되는 제공 방식을 채택하도록 원할 수 있다.
- 불공정 경쟁 — NGO와의 경쟁이 발생할 것이다. 자금을 확보하는 기관들은 이제 NGO가 활동하는 분야에서 활동할 수 있게 되지만, 더 많은 자원, 더 좁게 정의된 목표(따라서 홍보할 성공 사례)를 가지며, 정부 지원 기관 및 그들의 행동에 대한 기준을 설정할 것이다.
- 공공 책임 감소 — 정부의 서비스 제공 책임과 의무를 줄임으로써. 정부가 진정으로 사회를 대표하지 않을 수도 있지만, 여전히 공공 의지의 최선의 대표자이며 정부는 시민 사회 부문을 유지하는 데 중요한 역할을 한다. 사회 서비스를 기업에 위임하는 것은 다른 세금 및 프로그램 옵션을 이용할 수 있을 때 이러한 사회 계약을 위태롭게 할 위험이 있다.
- 비거래 가능성 — 뉴질랜드 경제학자 로니 호레시는 SIB가 거래 불가능하기 때문에 기존 기관에 유리하고, 본질적으로 범위가 좁고 단기적이며, 상대적으로 큰 모니터링 비용을 부과한다고 주장한다.[50]
- 불필요 — 사회성과연계채권으로 전환될 사회 프로그램은 SIB 구조와 호환되기 때문에 대상이 되는 것이지, SIB의 장점이나 절박한 필요 때문이 아니다.[51]
- 공공 서비스의 금융화 — 사회성과연계채권은 프로그램의 비용과 결과를 명확하게 측정해야 하므로, SIB 프로젝트가 "당면한 사회 문제의 근본 원인 제거보다는 재정 목표에 집중"하도록 장려한다.[52]

## 현재 진행 중인 SIB 이니셔티브
전 세계 정부는 현재 SIB 이니셔티브를 시범 운영하고 있다. 다음은 이러한 이니셔티브의 몇 가지 예시이다.

### 공공 안전 및누범

#### 영국
2010년 3월 18일, 법무장관 잭 스트로는 소셜 파이낸스가 관리하는 6년짜리 사회성과연계채권(SIB) 시범 사업을 발표했다. 이 사업에는 피터버러 교도소의 단기 재소자 약 3,000명(수감 기간 12개월 미만)이 교도소 안팎에서 집중적인 개입을 받게 된다. 정부 외부 투자자의 자금은 초기 서비스 비용을 지불하는 데 사용되며, 이 서비스는 범죄자와 함께 일한 실적이 입증된 제3자 제공업체에 의해 제공될 것이다. 누범률이 최소 7.5% 감소하지 않으면 투자자는 아무런 보상도 받지 못한다. 피터버러의 사회성과연계채권은 2010년 9월 10일 케네스 클라크 법무장관과 크리스핀 블런트 교정부 장관에 의해 시작되었다.

#### 미국
뉴욕시: 2012년 2월, 뉴욕시는 프렌즈 오브 아일랜드 아카데미의 지원을 받아 오스본 협회가 운영하는 재소자 재활 프로그램에 960만 달러의 사회채권을 발행했다. 골드만삭스가 이 채권을 매입했으며, 재범률이 감소하면 이익을 얻게 된다. 뉴욕시가 실제로 MDRC의 프로그램 관리를 위해 채권을 발행하거나 자본을 제공하지는 않았지만(이것은 골드만삭스가 MDRC와 직접 한 일이다), 프로그램이 성공하면 뉴욕시는 어느 정도의 책임을 질 수 있다. 베라 정의 연구소가 수행한 독립적인 평가 결과, 10%의 십대 재범률 감소 목표는 전혀 달성되지 않았고, 시는 골드만삭스에게 아무것도 지불하지 않았다.
뉴욕주: 2012년 중반, 뉴욕주 노동부(DOL)는 사회성과연계채권 연방 자금 지원 신청을 위한 중개 파트너로 소셜 파이낸스 US를 선정했다. 2013년 뉴욕은 향후 5년간 사회성과연계채권에 자금을 지원하기 위해 예산에 3천만 달러를 승인했다. 2013년 9월, 뉴욕주는 미국 노동부(USDOL)로부터 소셜 파이낸스 US 및 고용 기회 센터와의 협력을 통해 2,000명의 전 수감자들의 고용을 늘리고 재범률을 줄이기 위한 성과연계형 프로젝트에 자금을 지원하기 위해 1,200만 달러의 보조금을 받았다. 이는 USDOL이 성과연계형 프로젝트에 수여한 가장 큰 보조금이었다. 초기 결과에 따르면, 적어도 이 PFS 프로젝트의 첫 번째 단계에서는 개입이 재범률 감소와 관련 인구의 고용 개선이라는 원하는 효과를 내지 못했다.
매사추세츠주: 2012년 매사추세츠주에서 시작된 두 가지 시범 사업 중 두 번째로, 서드 섹터 캐피탈 파트너스는 만성 노숙인 프로젝트의 주요 중개 기관인 매사추세츠 주택 및 쉼터 연합(MHSA)과 지원 주택 법인 및 유나이티드 웨이와 합류했다. 매사추세츠 주택 및 쉼터 연합은 의료 서비스 및 직업 훈련과 같은 주택 및 지원 서비스를 제공하는 비영리 주택 조직을 대표한다. 이 컨소시엄의 목표는 제공하는 주택 단위 수를 220개에서 약 600개로 늘리는 것이었다.
연방: 미국 법무부는 2012 회계연도 세컨드 찬스 법 보조금 신청 중 성과연계형(Pay for Success) 요소가 포함된 신청에 "우선 고려"를 부여했다. 세컨드 찬스 법(P.L. 110-199)은 재범률을 줄이는 데 도움이 되는 서비스에 자금을 지원하기 위한 연방 보조금을 승인한다. 2013년, 미국 노동부는 고용을 늘리고 재범률을 줄이기 위해 전 수감자에게 고용 서비스를 제공하는 성과연계형 프로젝트에 거의 2,400만 달러의 보조금을 수여했다.

#### 오스트레일리아
오스트레일리아의 뉴사우스웨일스주 정부는 2012년 3월 20일, 소셜 벤처 오스트레일리아 및 미션 오스트레일리아와 함께 성인 누범률을 줄이기 위한 시범 사업을 개발할 것이라고 발표했다. 호주의 여러 주에서 사회성과연계채권을 시작했으며, 가장 최근에는 2017년 12월 21일 빅토리아주가 성심 선교회와 SIB 계약을 체결했다고 발표했다. 성심 선교회의 주요 외부 자문사는 Latitude Network였다. 또한 2017년에는 소셜 벤처 오스트레일리아가 어스파이어 사회성과연계채권을 지원하여 사우스오스트레일리아주 최초의 SIB를 기록했다.

### 노숙 및 만성 노숙

#### 영국
주택부 장관 그랜트 샵스와 런던 시장 보리스 존슨은 2012년 3월, 런던의 만성 노숙인들이 거리에서 벗어나 안전한 집에 정착하도록 돕기 위해 사회성과연계채권을 시작할 것이라고 발표했다. 이 프로그램에 따라 발행된 두 채권은 2012년 12월에 출시되었다.
영국에서 성공적인 SIB 중 하나는 맨체스터의 GM 홈즈 파트너십으로, 356명의 장기 노숙인을 수용했다. 가디언에 따르면, 3년 후인 2021년에도 이들 중 79%는 여전히 주택을 제공받고 있으며, 일부는 취업이나 훈련을 시작했거나 정신 건강에 대한 도움을 받고 있다.

#### 미국
매사추세츠주: 2012년 매사추세츠주가 시작한 두 가지 시범 사업 중 두 번째로, 서드 섹터 캐피탈 파트너스는 만성 노숙인 프로젝트의 주요 중개 기관인 매사추세츠 주택 및 쉼터 연합(MHSA)과 지원 주택 법인 및 유나이티드 웨이와 합류했다. 매사추세츠 주택 및 쉼터 연합은 의료 서비스 및 직업 훈련과 같은 주택 및 지원 서비스를 제공하는 비영리 주택 조직을 대표한다. 이 컨소시엄의 목표는 제공하는 주택 단위 수를 220개에서 약 600개로 늘리는 것이었다.

#### 오스트레일리아
호주의 만성 노숙인 관련 두 번째 사회성과연계채권은 2017년 12월 21일 빅토리아주 주택, 장애 및 노년층 장관에 의해 시작되었다. 이 SIB는 세 그룹의 60명 개인을 대상으로 각각 3년 동안 신속한 주택 제공과 포괄적이고 개별화된 사례 관리 지원을 제공할 것이다. 이 SIB는 이전에 시범 운영을 거쳤던 성심 선교회의 '사회 통합 여정' 프로그램에 대한 확장 자본을 제공한다. 이 SIB 거래의 주요 외부 자문사는 Latitude Network였다.

### 건강

#### 미국
프레즈노, 캘리포니아: 2013년 4월 소셜 파이낸스 US와 콜렉티브 헬스는 캘리포니아주 프레즈노에서 천식 관리 시범 프로젝트를 시작했다. 프레즈노는 미국에서 천식이 가장 심각한 지역 중 하나로, 어린이의 약 20%가 이 질병으로 진단받았으며, 특히 빈곤 지역에서 큰 피해를 입고 있다. 두 서비스 제공업체인 센트럴 캘리포니아 천식 협력단과 클리니카 시에라 비스타는 천식을 앓는 저소득층 어린이 200명의 가족과 협력하여 가정 간호, 교육, 그리고 담배 연기부터 집먼지 진드기에 이르는 환경적 유발 요인을 줄이는 데 도움을 제공할 것이다.

### 지역 사회

#### 영국
재무부 수석장관 리암 번은 사회성과연계채권 시범 사업이 정부 부처 전반으로 확대될 수 있다고 발표했다. 그는 의회에서 "아동, 학교, 가족부는 아동 및 청소년에 대한 조기 개입 접근 방식을 지원하기 위해 SIB가 추가 자원을 유치할 잠재력을 탐색하기로 약속했다"고 말했다. "지역사회 및 지방 정부는 또한 리즈 시 의회 및 NHS 리즈와 협력하여 노인들의 건강 및 사회 복지 비용을 줄이기 위해 SIB 접근 방식을 사용할 수 있도록 하고 있다. 마찬가지로 브래드퍼드 광역시 의회도 정부의 토탈 플레이스 프로그램 참여의 일환으로 이 모델을 적용하는 것을 고려하고 있다."

#### 미국
연방: 미국 주택도시개발부 (HUD)는 2013년에 허리케인 샌디로 인한 재건 및 강화 노력을 지원하기 위해 50억 달러의 보조금을 제공할 것이며, 폭풍의 영향을 받은 5개 주에 적절한 경우 성과연계형 전략을 활용하도록 권장한다고 발표했다. 2013년, 재무부는 성과연계형을 더욱 확대하기 위해 제안된 3억 달러의 인센티브 기금 설계를 돕기 위한 정보 요청(RFI)을 발행했다. 이 기금은 도시, 주, 비영리 단체가 새로운 성과연계형 모델을 시험하도록 장려하기 위한 것이다. 이 기금은 또한 2013년 예산에서 성과연계형 전략 확대를 위한 대통령의 거의 5억 달러의 약속의 일부였다.

### 아동 및 가족

#### 영국
소셜 파이낸스는 영국 지방 당국과 협력하여 가족 지원 서비스를 개선하기 위한 사회성과연계채권의 잠재력을 평가했다. 이 연구들은 아동의 성과를 개선하고 지방 당국의 비용을 절감하는 예방 및 조기 개입 서비스에 자금을 지원하기 위한 사회성과연계채권의 잠재력을 평가했다.
2012년 3월 맨체스터 시의회는 다차원 치료 위탁 보호를 위한 사회성과연계채권을 지원한다고 발표했다.

#### 오스트레일리아
뉴사우스웨일스주: 오스트레일리아의 뉴사우스웨일스주 정부는 2012년 3월 20일, 아동 복지, 가정위탁, 소년 사법을 위한 세 가지 시범 사업을 개발할 것이라고 발표했다. 아동 보호 시범 사업 중 하나는 베네볼런트 소사이어티, 웨스트팩 은행 및 코먼웰스 뱅크 오브 오스트레일리아가 참여하는 컨소시엄과 함께 진행된다. 다른 아동 보호 시범 사업은 유나이팅케어 번사이드(유나이팅케어 오스트레일리아의 한 부문)가 관리한다. 미션 오스트레일리아가 수행하기로 한 소년 사법 시범 사업은 시작되지 않았다.

#### 미국
유타주: 2013년 8월, 골드만삭스 도시 투자 그룹(UIG)은 유나이티드 웨이 오브 솔트레이크와 J.B. 프리츠커와 협력하여 최초의 아동기 초기 투자를 위한 사회성과연계채권을 만들었다. 골드만삭스와 프리츠커는 유타주의 위험에 처한 3~4세 아동의 학교 준비도와 학업 성과를 높이는 데 중점을 둔 유타 고품질 유치원 프로그램을 지원하기 위해 최대 700만 달러를 공동으로 약정했다.
일리노이주: 2014년 5월 5일, 일리노이주는 주 최초의 성과연계형(PFS) 계약을 통해 일리노이주 아동 복지 및 소년 사법 제도에 연루된 위험에 처한 청소년에 대한 지원을 확대할 것이라고 발표했다. 이 혁신적인 이니셔티브에 의해 수여된 첫 번째 계약은 콘사이언스 커뮤니티 네트워크(CCN)와 협력하여 원 호프 유나이티드에게 돌아갈 것이다.

#### 캐나다
서스캐처원주: 
"[2014년에], 서스캐처원주는 최초의 SIB인 100만 달러 규모의 프로젝트를 발표했다. 이 프로젝트는 새스커툰에서 위험에 처한 젊은 미혼모들에게 보조 생활을 제공하여 보호 조치를 받는 아동의 수를 줄이는 것을 목표로 한다. [...] 이 5년 프로젝트는 스위트 드림즈 보조 생활 시설을 떠난 후 22명의 아동이 6개월 동안 어머니와 함께 지내면 원금과 5%의 수익을 투자자에게 돌려줄 것이다. 17명에서 21명의 아동이 어머니와 함께 지내면 수익은 비례 배분될 것이며, 17명 미만의 아동이 어머니와 함께 지내면 원금과 수익 모두 지급되지 않을 것이다."

### 초기 탐색 단계

#### 미국
전국의 주들은 현재 사회적 목표 달성을 위해 사회성과연계채권을 활용할 기회를 탐색하고 있으며, 다음을 포함한다.
- 캘리포니아주: 2013년 8월, 산타바바라 카운티는 사회성과연계채권에 대한 정보 요청서를 발행하고 재소자 재범률 감소에 성과연계형 금융 활용 가능성을 탐색하기 위한 타당성 조사를 승인했다. 또한 산타클라라 카운티는 SIB 타당성을 탐색하는 시범 프로젝트에 자금을 지원하기로 합의했다.[85] 2015년까지 산타클라라 카운티는 지역 비영리 단체가 관리하고 6년 동안 가장 필요한 노숙인을 주거시키는 데 중점을 둔 '프로젝트 웰컴 홈'이라는 SIB를 시행했다.[86]
- 콜로라도주: 2013년 6월, 콜로라도주와 덴버는 하버드 케네디 스쿨 SIB 기술 지원 연구소(SIB Lab)의 연구원으로부터 지원을 받기로 선정되었다. 두 관할 구역 모두 SIB에 대한 "정보 요청서"(RFI)를 발행했다.[87] 덴버의 SIB는 2016년 2월에 시행되었다. 이는 산타클라라의 SIB와 마찬가지로 만성 노숙과 그와 관련된 부정적인 사회 현상을 줄이는 데 중점을 두었다.[86]
- 코네티컷주: 2013년, 아동 및 가족부는 아동 복지 시스템에 연루된 가족 중 약물 남용 문제를 해결하기 위해 사회성과연계채권을 어떻게 사용할 수 있을지 탐색하기 위한 정보 요청을 발표했다.
- 일리노이주: 2013년 4월, 퀸 주지사는 하버드 SIB 연구소의 기술 지원을 받아 사회성과연계채권 프로그램을 추진할 것이라고 발표했다. 9월, 일리노이주는 소년 사법 및 위탁 보호 시스템에 연루된 청소년을 강조하는 "제안 요청서"(RFP)를 발행했다.
- 메릴랜드주: 2013년, 메릴랜드 하원 예산 위원회에 사회성과연계채권 법안이 상정되었다.
- 미시간주: 2013년 9월, 미시간주는 사회성과연계채권으로 자금을 지원받는 성과연계형 프로그램을 개발하기 위해 SIB 연구소의 지원을 받기로 선정되었다. 주정부는 잠재적 프로젝트에 대한 초기 의견을 얻기 위해 RFI를 시작했다.
- 뉴저지주: 2012년 12월, 주 의회 상무 및 경제 개발 위원회는 사회 서비스 자금 조달을 위해 민간 자금을 유치하는 5년 시범 프로그램을 설립할 뉴저지 사회 혁신법을 승인했다. 목표 분야는 저소득층 및 비보험 가입자를 위한 예방 및 조기 개입 건강 관리로, 정부 의료비 지출을 줄이는 것이다.
- 노스캐롤라이나주: 2013년, 듀크 대학교 아동 및 가족 정책 센터는 유아의 응급 의료 이용을 줄이는 것으로 밝혀진 더럼 커넥츠라는 보편적 가정 방문 프로그램의 확산을 위해 SIB를 사용하는 것에 대한 탐색적 작업을 시작했다.[88]
- 오하이오주: 2012년 11월, 쿠야호가 카운티는 성과연계형 계약을 통한 사회 서비스 프로그램 자금 조달에 대한 RFP를 발표했다. 2013년 여름, 오하이오주는 SIB 연구소의 지원을 받기로 선정되었다.
- 오리건주: 주지사의 2013-2015년 예산안에는 조기 학습 부서에 80만 달러가 포함되었다. 이 자금은 "사회 영향 금융을 위한 시범 예방 건강 및 웰니스 시범 프로젝트"의 시작 비용을 충당하기 위한 것이다.
- 사우스캐롤라이나주: 2013년 6월, 사우스캐롤라이나주는 SIB 연구소의 지원을 받기로 선정되었으며, 이 지원을 사용하여 가정 방문 프로그램을 개발할 계획이다. 2012년 9월, 주정부는 사회성과연계채권과 관련된 RFI를 발행했다.
- 워싱턴 D.C.: 컬럼비아 특별구는 2013년 9월 DC 사회성과연계채권의 타당성 조사를 위한 자격 요청(RFQ)을 시작했다.

#### 캐나다
- 2014년 앨버타주 정부는 "앨버타주에서 사회성과연계채권의 홍보 및 개발에 자금을 지원"하기 위해 사회혁신 기부금 계정을 설립했다.[83]
- 온타리오주 정부는 2016년 기준으로 탐색할 혁신적인 사회 금융 방법 목록에 사회성과연계채권을 포함시켰다.[89]

#### 멕시코
- "엘 푸투로 엔 미스 마노스"는 2016년 과달라하라 수도권에서 시범 운영되었으며, 30개월 동안 1300개 이상의 여성 가구주 가구에 지원을 제공했다.

### 교육

#### 러시아
- 야쿠티아: 2019년 6월 상트페테르부르크 국제 경제 포럼에서 VEB.RF, 극동 개발 기금, 고등 경제 학교 및 사하 공화국 (야쿠티아) 정부는 사하 공화국 (야쿠티아)에서 첫 번째 SIB 시범 사업을 수행하기로 공식적으로 합의했다. 이 프로젝트는 2019-2022년에 구현될 예정이며, 학생들의 학업 성과를 개선하도록 설계되었다. 이 프로젝트는 일반 교육의 질을 향상하고, 인적 자원의 경쟁력을 높이며, 일반 교육의 관리 메커니즘을 혁신하는 것을 목표로 한다. 한갈라스키 자치구의 28개 학교(8개는 미달, 3개는 소규모)에서 약 5,000명의 아동이 이 프로젝트에 참여하고 있다. 프로젝트의 사회적 성과는 국가 최종 시험(기초 국가 시험 및 통합 국가 시험) 및 학업 경쟁의 성적을 가중 평균한 교육 성과 지수를 사용하여 측정된다. 고등 경제 학교가 프로젝트를 구현하도록 선정되었다. 3년 동안 HSE의 선도적인 전문가들은 학생들에게 추가 수업(원격 학습 프로그램 포함)을 제공하고, 학교가 개인 교육 계획을 준비하도록 지원하며, 프로젝트 관리자 및 교사를 훈련하고, 학교가 전문 공동체, 파트너십 및 교육 네트워크를 조직하도록 돕고, 교사 및 교장에게 멘토 역할을 하며, 학부모, 지역 사회 및 기업을 참여시킬 것이다. 이 프로젝트는 지속 가능한 모델을 가져야 하며, 프로젝트 완료 후 지역 교사 및 관리자가 자체 교육 시스템을 개발할 수 있도록 해야 한다. 이 프로젝트는 러시아의 다른 지역으로 확장될 수 있어야 한다. "극동 및 바이칼 지역 개발 기금은 프로젝트의 투자자이다. 이 프로젝트는 우리에게 중요하며, 긍정적인 사회적 성과를 달성하면 프로젝트의 접근 방식과 방법이 사하 공화국 (야쿠티아) 및 다른 극동 지역에 걸쳐 구현될 수 있기 때문이다."라고 극동 및 바이칼 지역 개발 기금의 CEO인 알렉세이 체쿤코프는 말했다. 러시아 재무부는 사회적 성과를 위한 성과연계형 금융을 촉진하기 위해 2019-2024년에 시범 사회적 영향 프로젝트 구현에 대한 지역 지침을 담은 정부 결의안 초안을 작성했다.[90]

## 국제 개발 원조
유엔 개발 계획과 EBRD는 시라크 지역의 소규모 농부들의 삶을 개선하는 데 중점을 두고 아르메니아에서 사회성과연계채권 시범 사업을 진행하고 있으며, 슬로바키아 공화국 (재무부)은 기부자 연구에 자금을 제공했다.

## 중개 기관 및 기술 지원 제공 기관
영국에는 20개 이상의 중개 기관 및 기술 지원 제공 기관 목록이 빅 로터리 펀드의 더 나은 성과 위탁 프로그램의 일부로 유지된다.

## 간행물
- 소셜 파이낸스 UK (2009) 사회성과연계채권: 사회적 성과를 위한 금융 재고[8]
- 소셜 파이낸스 UK (2010) 새로운 사회 경제를 향하여: 사회성과연계채권을 통한 혼합 가치 창출[93]
- 영 파운데이션 (2010) 사회 영향 투자: 사회성과연계채권의 도전과 기회[94]
- 소셜 파이낸스 UK (2011) 사회성과연계채권 개발 기술 가이드[95]
- 미국 진보 센터 (2011) 사회성과연계채권[96]
- 임팩트 이코노미 (2011) 글로벌 자선사업의 네 가지 혁명[97]
- 소셜 파이낸스 (2011) 사회성과연계채권 위탁 기술 가이드[98]
- 소셜 파이낸스 (2011) 사회성과연계채권: 원 서비스, 1년 후[99]
- 랜드 코퍼레이션 (2011) 피터버러 교도소 사회성과연계채권 기획 및 초기 이행에서 얻은 교훈, RAND Europe, 2011[100]
- 소셜 파이낸스 US (2012) 영향력 확장을 위한 새로운 도구: 사회성과연계채권이 사회적 선을 증진하기 위해 민간 자본을 어떻게 동원할 수 있는가[101]
- 벤자민 R. 콕스 (2012) 사회성과연계채권으로 노숙 예방 프로그램 자금 조달[102]
- 메릴랜드주 입법 서비스국 (2013) 새로운 재진입 금융 메커니즘으로서 사회성과연계채권 평가: 메릴랜드주 재진입 프로그램 사례 연구.[103]
- 서드 섹터 캐피탈 파트너스 (2013) 사례 연구: 성과연계형 기회 준비[104]
- 사회 시장 재단 (2013) 위험한 사업: 사회성과연계채권과 공공 서비스[47]
- 뉴질랜드 이니셔티브 (2015) 성공을 위한 투자: 사회성과연계채권과 공공 서비스의 미래[105]
- 정부 성과 연구소 (2018) 공공 서비스가 더 나은 성과를 확보하기 위한 도구 구축: 협력, 예방, 혁신.[106]
- 정부 성과 연구소 (2018) 우리는 함께 힘을 모으고 있는가? 협력과 공공 부문 개혁.[107]

## 같이 보기
- 기업 윤리
- 캠퍼스 탄소 중립
- 지속가능성 채권
- 기업의 사회적 책임
- 탈투자
- 드와이트 홀 사회적 책임 투자 기금
- 윤리적 은행업
- 임팩트 투자
- 마이크로파이낸스
- 사회금융
- 백악관 사회혁신 및 시민참여실
- 지속 가능한 발전
- 노르웨이 국부 펀드
- 선급 시장 약정